# Халлерндорф
Халлерндорф (нем. Hallerndorf) — община в Германии, в земле Бавария. 
Подчиняется административному округу Верхняя Франкония. Входит в состав района Форххайм.  Население составляет 3949 человек (на 31 декабря 2010 года). Занимает площадь 41,33 км².
Коммуна подразделяется на 7 сельских округов.

## Население
По оценке на 31 декабря 2015 года население общины Халлерндорф составляет 4077 чел. 

| Дата      | 1840 | 1871 | 1900 | 1925 | 1939 | 1950 | 1961 | 1970 | 1987 | 2011 |
| --------- | ---- | ---- | ---- | ---- | ---- | ---- | ---- | ---- | ---- | ---- |
| Население | 2033 | 2147 | 2178 | 2289 | 2284 | 3133 | 2608 | 2772 | 3016 | 3970 |

| Год       | 1960 | 1970 | 1980 | 1990 | 2000 | 2009 | 2010 | 2011 | 2012 | 2013 | 2014 | 2015 |
| --------- | ---- | ---- | ---- | ---- | ---- | ---- | ---- | ---- | ---- | ---- | ---- | ---- |
| Население | 2544 | 2739 | 2714 | 3185 | 3844 | 3974 | 3949 | 4008 | 4040 | 4051 | 4094 | 4077 |